# پدرسالاری مسیحی
پدرسالاری کتاب مقدس یا پدرسالاری مسیحی (انگلیسی: Biblical patriarchy) مجموعه ای از عقاید در مسیحیت اصلاح شده انجیلی پروتستانتیسم در رابطه با روابط جنسیتی و تجلی آن در نهادها، از جمله ازدواج، خانواده و خانه. پدر را به عنوان رئیس خانه و مسئول رفتار خانواده خود می‌بیند.

## باورها
«اصول پدرسالاری کتاب مقدس» که توسط انجمن ویژن که قبل از منحل شدن انجمن  منتشر شد، تشکیل شده از اعتقاداتی مانند:
- جنسیت خدا در مسیحیت مذکر است، نه مؤنث.
- خداوند نقش‌های جنسیتی متمایز یا مکمل‌گرایی را برای زن و مرد به عنوان بخشی از نظم آفریده تعیین کرد.
- شوهر و پدر سرپرست خانواده، رهبر خانواده، تأمین کننده و محافظ او هستند.
- رهبری مرد در خانه به کلیسا منتقل می‌شود: فقط مردان مجاز به داشتن مناصب حاکم در کلیسا هستند. به همین ترتیب، یک جامعه خداپسند رهبری مرد را در عرصه‌های مدنی و سایر حوزه‌ها ترجیح می‌دهد.
- از آنجایی که زن به عنوان یار و یاور شوهر، به عنوان صاحب فرزند، و به عنوان «نگهبان خانه» آفریده شده‌است، حوزه فرمانروایی خداوند مقرر شده و مناسب برای زن، خانه است. اعتقاد به فرهنگ زندگی خانگی
- فرمان خدا برای بارور باشید و کثیر شوید هنوز در مورد زوج‌های متأهل صدق می‌کند.
- والدین مسیحی باید به فرزندان خود یک آموزش کاملاً مسیحی ارائه دهند، آموزشی که کتاب مقدس و دیدگاهی کتاب مقدس از خدا و جهان را آموزش دهد.
- پسران و دختران هر دو تا زمانی که در زیر سقف او باشند تحت فرمان پدران خود هستند.

## افراد برجسته
افراد برجسته مرتبط با پدرسالاری کتاب مقدس عبارتند از
- داگلاس ویلسون (الهیات‌شناس)
- ۱۹ بچه و در حال شمردن
- داگلاس فیلیپس رئیس انجمن ویژن
- آر. سی. اسپرول جونیور
- مایکل فاریس (وکیل) به سه نمونه از آموزه‌های مردسالار اشاره می‌کند: اینکه زنان نباید رای دهند، اینکه تحصیلات آموزش عالی برای زنان مهم نیست، و اینکه زنان بالغ مجرد تابع اختیارات پدران خود هستند.
- به گفته ریچل هلد ایوانز، جنبش پدرسالاری کتاب مقدس «متعهد به حفظ تا حد امکان ساختار پدرسالارانه قانون عهد عتیق است.»